# Очеретнянська сільська рада (Кривоозерський район)
Очере́тнянська сільська́ ра́да — колишній орган місцевого самоврядування у Кривоозерському районі Миколаївської області. Адміністративний центр — село Очеретня.

## Загальні відомості
- Очеретнянська сільська рада утворена 21 жовтня 1985 року.
- Населення ради: 846 осіб (станом на 2001 рік)

## Населені пункти
Сільській раді підпорядковані населені пункти:
- с. Очеретня

## Склад ради
Рада складається з 12 депутатів та голови.
- Голова ради: Торпан Олена Федорівна
- Секретар ради: Ніколаєвська Світлана Валеріївна

### Керівний склад попередніх скликань
| Прізвище, ім'я, по батькові | Основні відомості                                                 | Дата обрання | Дата звільнення |
| --------------------------- | ----------------------------------------------------------------- | ------------ | --------------- |
| Торпан Олена Федорівна      | Сільський голова, 1976 року народження, освіта вища, позапартійна | 26.03.2006   | 31.10.2010      |
| Торпан Олена Федорівна      | Сільський голова, 1976 року народження, освіта вища               | 31.10.2010   |                 |

Примітка: таблиця складена за даними сайту Верховної Ради України